# 1915년
1915년은 금요일로 시작하는 평년이다.

## 연호
- 중화제국(中華帝國) 홍헌(洪憲) 원년
- 중화민국(中華民國) 민국(民國) 4년
- 일본 제국(日本) 다이쇼(大正) 4년
- 응우옌 왕조(阮朝) 주이떤(維新) 9년

## 기년
- 중화제국(中華帝國) 홍헌제(洪憲帝) 원년
- 응우옌 왕조(阮朝) 유신제(維新帝) 9년

## 사건
- 1월 1일 - 조선의 외국무선전보규칙이 개정되어 일본어 사용제가 실시되었다.
- 1월 15일 - 윤상태, 서상일, 이시영 등이 조선국권회복단을 조직하였다.
- 3월
  - 상하이 영국조계에서 유동열, 박은식, 신규식, 이상설 등이 신한혁명단을 조직하였다.
  - 조선총독부에 의해 돈의문(서대문)이 철거되었다.
- 3월 6일 - 조선총독부가 울릉도의 인구 과잉으로 이주를 억제시켰다.
- 3월 11일 - 조선 토지조사령 시행규칙이 개정되었다.
- 3월 24일 - 조선에 전문학교령 발표 < 전문학교 설치 가능> 개정 사립학교 령 발표
- 4월 1일 - 조선기독교 학교 학생 모집  대학부  및 보성법률상업학교 학생 모집
- 4월 24일 - 석왕사에 화재가 발생되었다.
- 5월 7일 - 루시타니아호가 침몰하여 1,957명 중 1,198명의 사망자를 내다.
- 5월 23일 - 제1차 세계대전 : 이탈리아, 연합국 측에 참전함.
- 6월 12일 - 경성의 시,구 개정으로 종각의 이전이 결정되었다.
- 7월 5일 - 평안도 의병장 채응언이 성천에서 체포되었다.
- 7월 15일 - 풍기에서 조직된 대한광복단이 박상진, 양제안 등이 합류하여 광복회로 이름을 바꾸었다.
- 9월 11일 - 일제의 주관으로 조선물산공진회가 경복궁에서 개최되었다.
- 9월 15일 - 경성우편국이 준공되었다.
- 10월 1일 - 안종석 간도창의소 사령관이 부하 70여명과 함께 두만강인근에서 러시아 기병과 충돌해 패배하였다.
- 10월 27일 - 분황사 석탑 보존공사 중 유물 상자가 발견되었다.
- 11월 2일 - 의병 오승태에게 사형이 선고되었다.
- 11월 7일 - 조선의학회가 결성, 지석영이 회장으로 추대되었다.
- 11월 10일 - 이광수, 신익희, 장덕수 등이 도쿄에서 조선학회를 조직하였다.
- 12월 4일 - 경성상업회의소가 설립되었다.
- 12월 9일 ~ 12월 14일 - 산케베츠 불곰 사건.
- 12월 20일 - 서울-블라디보스토크 간 해저 전선이 준공되었다.
- 12월 24일 - 조선총독부가 광업령을 공포하였다.

## 문화
- 3월 5일 - 조선기독교 대학 설립
- 7월 10일 - 함경선의 원산 - 문천 구간이 개통되었다.
- 10월 31일 - 부산 - 동래온천 간 전차 노선이 개통되었다.

## 탄생

### 1월
- 1월 6일 - 대한민국의 시인 박목월. (~1978년)
- 1월 16일 - 미국의 해군 군인, 정치인 안수산. (~2015년)
- 1월 23일 - 대한민국의 독립운동가 강붕해.

### 2월
- 2월 1일 - 영국의 축구 선수, 축구 감독 스탠리 매슈스. (~2000년)
- 2월 2일 - 일본의 가수 후타바 아키코. (~2011년)
- 2월 11일 - 미국의 수학자 리처드 해밍. (~1998년)
- 2월 13일
  - 미얀마의 독립운동가, 혁명가 아웅 산. (~1947년)
  - 미국의 배우 라일 벨트거. (~2003년)
- 2월 19일 - 나치 독일의 군인 요하네스 뵐터. (~1987년)

### 3월
- 3월 5일
  - 대한민국의 사회운동가 겸 정치 깡패 김무옥. (~1950년)
  - 프랑스의 수학자, 필즈상 수상자 로랑 슈바르츠. (~2002년)
- 3월 8일 - 핀란드의 육상 선수, 가수, 배우 타피오 라우타바라. (~1979년)
- 3월 15일 - 대한민국의 기업가, 창업자 서갑호. (~1976년)
- 3월 16일 - 일본의 수학자, 필즈상 수상자 고다이라 구니히코. (~1997년)
- 3월 23일 - 소련의 저격수 바실리 자이체프. (~1991년)
- 3월 26일 - 대한민국의 소설가 황순원. (~2001년)

### 4월
- 4월 1일 - 영국의 영화감독 테런스 영. (~1994년)
- 4월 7일 - 미국의 재즈 가수 빌리 홀리데이. (~1959년)
- 4월 15일 - 미국의 정치인, 워싱턴 D.C.의 첫 흑인 시장 월터 워싱턴. (~2003년)
- 4월 21일
  - 일제강점기와 대한민국의 축구 선수 박규정. (~2000년)
  - 미국의 배우 앤서니 퀸. (~2001년)

### 5월
- 5월 6일 - 미국의 배우, 영화 감독 오슨 웰스. (~1985년)
- 5월 12일 - 대한민국의 침술사 김남수. (~2020년)
- 5월 13일 - 일본의 내각총리 요시다 시게루의 딸, 아소 다로의 어머니 아소 가즈코. (~1996년)
- 5월 15일
  - 일제강점기의 소설가 겸 극작가 김성민. (~1969년)
  - 미국의 경제학자, 폴 새뮤얼슨. (~2009년)
- 5월 16일 - 이탈리아의 영화 감독 마리오 모니첼리. (~2010년)
- 5월 18일 - 대한민국 시인 서정주. (~2000년)
- 5월 20일 - 이스라엘의 군인 모세 다얀. (~1981년)
- 5월 23일 - 대한민국의 극작가 함세덕. (~1950년)
- 5월 27일 - 미국의 소설가 허먼 워크. (~2019년)

### 6월
- 6월 2일 - 미국의 과학 소설 작가 레스터 델 레이. (~1993년)
- 6월 9일 - 미국의 기타리스트, 전자기타 제작자 레스 폴. (~2009년)
- 6월 12일 - 미국의 은행가, 사업가 데이비드 록펠러. (~2017년)
- 6월 21일 - 독일의 천문학자 빌헬름 글리제. (~1993년)

### 7월
- 7월 28일 - 미국의 물리학자 찰스 하드 타운스. (~2015년)

### 8월
- 8월 9일 - 영국의 사회학자, 사회 운동가, 정치인 마이클 영. (~2002년)
- 8월 17일 - 대한민국 기업가 김인득. (~1997년)
- 8월 18일 - 가나의 제2대 대통령 조지프 아서 안크라. (~1992년)
- 8월 20일 - 대한제국의 황제 고종의 9남 이우. (~1916년)
- 8월 22일 - 미국의 활동가, 저술가 데이비드 델린저. (~2004년)
- 8월 29일 - 스웨덴의 배우 잉그리드 버그먼. (~1982년)

### 9월
- 9월 5일
  - 대한민국의 정치인 이민우. (~2004년)
  - 독일의 정치인 호르스트 진더만. (~1990년)
- 9월 16일 - 대한민국 아동문학가 강소천. (~1963년)
- 9월 19일 - 대한민국의 정치인 정해영. (~2005년)
- 9월 24일 - 미국의 정치인 조지프 몬토야. (~1978년)

### 10월
- 10월 1일 - 미국의 교육심리학자 제롬 브루너. (~2016년)
- 10월 15일 - 이스라엘의 총리 이츠하크 샤미르. (~2012년)
- 10월 17일
  - 대한민국 전두환의 큰형 전열환. (~1925년)
  - 미국의 극작가 아서 밀러. (~2005년)

### 11월
- 11월 12일 - 프랑스의 철학자, 비평가 롤랑 바르트.
- 11월 17일 - 대한민국의 정치인, 제4,5대 국회의원 고담룡. (~1989년)
- 11월 20일 - 일본의 영화감독 이치카와 곤. (~2008년)
- 11월 25일 - 칠레의 군인, 정치인 아우구스토 피노체트. (~2006년)
- 11월 29일 - 미국의 엔지니어, 텔레비전용 무선 리모컨 개발자 유진 폴리. (~1995년)

### 12월
- 12월 7일 - 미국의 배우 일라이 월릭. (~2014년)
- 12월 10일 - 미국의 미학자 먼로 비어즐리. (~1985년)
- 12월 12일 - 미국의 가수, 배우 프랭크 시나트라. (~1998년)
- 12월 16일 - 대한민국의 목회자 전칠홍. (~1972년)
- 12월 19일 - 프랑스의 가수 에디트 피아프. (~1963년)
- 12월 23일 - 미국의 배우, 가수 진 브룩스. (~1963년)
- 12월 31일 - 대한민국의 기업인 정주영. (~2001년)

### 미상
- 조선민주주의인민공화국의 역사학자 김석형. (~1996년)
- 대한민국의 정치인 김성환. (~1978년)
- 일제 강점기의 헌병대 밀정 이명세. (~?)

## 사망

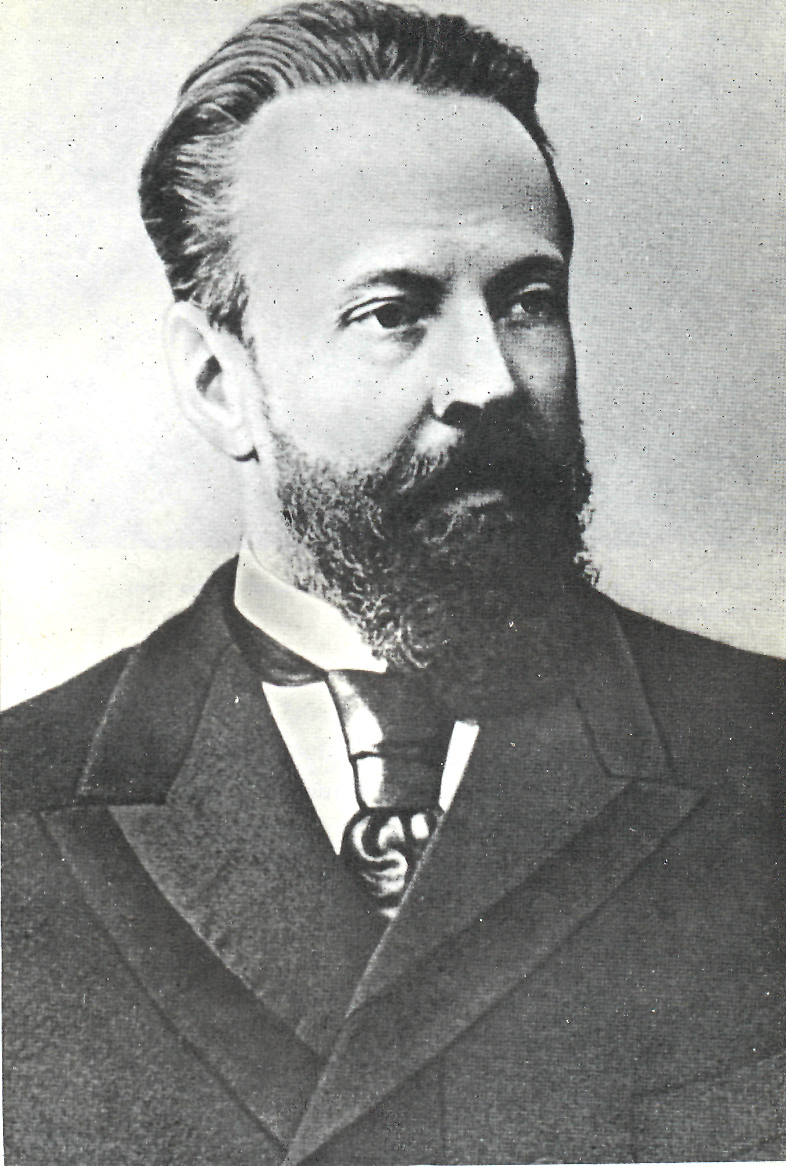
세르게이 비테

- 5월 13일 - 러시아의 정치인 세르게이 비테. (1849년~)
- 11월 4일 - 대한제국의 의병장 채응언. (1879년~)

## 노벨상
- 물리학상 - 윌리엄 헨리 브래그, 윌리엄 로런스 브래그
- 화학상 -
- 생리학·의학상 -
- 평화상 -
- 문학상 -

## 달력
| 1월 |    |    |    |    |    |    |
| 일  | 월 | 화 | 수 | 목 | 금 | 토 |
|     |    |    |    |    | 1  | 2  |
| 3   | 4  | 5  | 6  | 7  | 8  | 9  |
| 10  | 11 | 12 | 13 | 14 | 15 | 16 |
| 17  | 18 | 19 | 20 | 21 | 22 | 23 |
| 24  | 25 | 26 | 27 | 28 | 29 | 30 |
| 31  |    |    |    |    |    |    |

| 2월 |    |    |    |    |    |    |
| 일  | 월 | 화 | 수 | 목 | 금 | 토 |
|     | 1  | 2  | 3  | 4  | 5  | 6  |
| 7   | 8  | 9  | 10 | 11 | 12 | 13 |
| 14  | 15 | 16 | 17 | 18 | 19 | 20 |
| 21  | 22 | 23 | 24 | 25 | 26 | 27 |
| 28  |    |    |    |    |    |    |

| 3월 |    |    |    |    |    |    |
| 일  | 월 | 화 | 수 | 목 | 금 | 토 |
|     | 1  | 2  | 3  | 4  | 5  | 6  |
| 7   | 8  | 9  | 10 | 11 | 12 | 13 |
| 14  | 15 | 16 | 17 | 18 | 19 | 20 |
| 21  | 22 | 23 | 24 | 25 | 26 | 27 |
| 28  | 29 | 30 | 31 |    |    |    |

| 4월 |    |    |    |    |    |    |
| 일  | 월 | 화 | 수 | 목 | 금 | 토 |
|     |    |    |    | 1  | 2  | 3  |
| 4   | 5  | 6  | 7  | 8  | 9  | 10 |
| 11  | 12 | 13 | 14 | 15 | 16 | 17 |
| 18  | 19 | 20 | 21 | 22 | 23 | 24 |
| 25  | 26 | 27 | 28 | 29 | 30 |    |

| 5월 |    |    |    |    |    |    |
| 일  | 월 | 화 | 수 | 목 | 금 | 토 |
|     |    |    |    |    |    | 1  |
| 2   | 3  | 4  | 5  | 6  | 7  | 8  |
| 9   | 10 | 11 | 12 | 13 | 14 | 15 |
| 16  | 17 | 18 | 19 | 20 | 21 | 22 |
| 23  | 24 | 25 | 26 | 27 | 28 | 29 |
| 30  | 31 |    |    |    |    |    |

| 6월 |    |    |    |    |    |    |
| 일  | 월 | 화 | 수 | 목 | 금 | 토 |
|     |    | 1  | 2  | 3  | 4  | 5  |
| 6   | 7  | 8  | 9  | 10 | 11 | 12 |
| 13  | 14 | 15 | 16 | 17 | 18 | 19 |
| 20  | 21 | 22 | 23 | 24 | 25 | 26 |
| 27  | 28 | 29 | 30 |    |    |    |

| 7월 |    |    |    |    |    |    |
| 일  | 월 | 화 | 수 | 목 | 금 | 토 |
|     |    |    |    | 1  | 2  | 3  |
| 4   | 5  | 6  | 7  | 8  | 9  | 10 |
| 11  | 12 | 13 | 14 | 15 | 16 | 17 |
| 18  | 19 | 20 | 21 | 22 | 23 | 24 |
| 25  | 26 | 27 | 28 | 29 | 30 | 31 |

| 8월 |    |    |    |    |    |    |
| 일  | 월 | 화 | 수 | 목 | 금 | 토 |
| 1   | 2  | 3  | 4  | 5  | 6  | 7  |
| 8   | 9  | 10 | 11 | 12 | 13 | 14 |
| 15  | 16 | 17 | 18 | 19 | 20 | 21 |
| 22  | 23 | 24 | 25 | 26 | 27 | 28 |
| 29  | 30 | 31 |    |    |    |    |

| 9월 |    |    |    |    |    |    |
| 일  | 월 | 화 | 수 | 목 | 금 | 토 |
|     |    |    | 1  | 2  | 3  | 4  |
| 5   | 6  | 7  | 8  | 9  | 10 | 11 |
| 12  | 13 | 14 | 15 | 16 | 17 | 18 |
| 19  | 20 | 21 | 22 | 23 | 24 | 25 |
| 26  | 27 | 28 | 29 | 30 |    |    |

| 10월 |    |    |    |    |    |    |
| 일   | 월 | 화 | 수 | 목 | 금 | 토 |
|      |    |    |    |    | 1  | 2  |
| 3    | 4  | 5  | 6  | 7  | 8  | 9  |
| 10   | 11 | 12 | 13 | 14 | 15 | 16 |
| 17   | 18 | 19 | 20 | 21 | 22 | 23 |
| 24   | 25 | 26 | 27 | 28 | 29 | 30 |
| 31   |    |    |    |    |    |    |

| 11월 |    |    |    |    |    |    |
| 일   | 월 | 화 | 수 | 목 | 금 | 토 |
|      | 1  | 2  | 3  | 4  | 5  | 6  |
| 7    | 8  | 9  | 10 | 11 | 12 | 13 |
| 14   | 15 | 16 | 17 | 18 | 19 | 20 |
| 21   | 22 | 23 | 24 | 25 | 26 | 27 |
| 28   | 29 | 30 |    |    |    |    |

| 12월 |    |    |    |    |    |    |
| 일   | 월 | 화 | 수 | 목 | 금 | 토 |
|      |    |    | 1  | 2  | 3  | 4  |
| 5    | 6  | 7  | 8  | 9  | 10 | 11 |
| 12   | 13 | 14 | 15 | 16 | 17 | 18 |
| 19   | 20 | 21 | 22 | 23 | 24 | 25 |
| 26   | 27 | 28 | 29 | 30 | 31 |    |